# Principio de inclusión-exclusión
En combinatoria, el principio de inclusión-exclusión (conocido también como principio de la criba) permite calcular el cardinal de la unión de varios conjuntos, mediante los cardinales de cada uno de ellos y todas sus posibles intersecciones.
Si A1, ..., An son conjuntos finitos entonces: 
{\displaystyle {\begin{aligned}{\biggl |}\bigcup _{i=1}^{n}A_{i}{\biggr |}&{}=\sum _{i=1}^{n}\left|A_{i}\right|-\sum _{i,j\,:\,1\leq i<j\leq n}\left|A_{i}\cap A_{j}\right|\\&{}\qquad +\sum _{i,j,k\,:\,1\leq i<j<k\leq n}\left|A_{i}\cap A_{j}\cap A_{k}\right|-\ \cdots \ +\left(-1\right)^{n+1}\left|A_{1}\cap \cdots \cap A_{n}\right|\end{aligned}}}
donde |A| denota el cardinal de A.
Una escritura más rigurosa pero menos legible es:
{\displaystyle {\biggl |}\bigcup _{i=1}^{n}A_{i}{\biggr |}=\sum _{k=1}^{n}(-1)^{k+1}{\begin{matrix}{}\\{}\\\left|\cap A_{i}\right|\\{}_{i\in I\subseteq [1;n]}\\{}_{\left|I\right|=k}\end{matrix}}}

Inclusión-exclusión para tres conjuntos.

Tomando n=2 tenemos un caso de doble conteo, podemos hallar el tamaño de la unión de dos conjuntos A y B sumando |A| y |B| y restando el tamaño de su intersección. El nombre proviene de la idea en la que el principio se basa: una muy generosa inclusión seguida de una compensadora exclusión. Si n>2 la exclusión de las parejas de intersecciones es (tal vez) demasiado rigurosa y la fórmula correcta es como se muestra, con signos alternados.
Esta fórmula se atribuye a Abraham de Moivre aunque a veces se la asocia con Joseph Sylvester o Henri Poincaré.
El gráfico de la derecha ilustra el caso de tres conjuntos A, B y C. Pero no se puede utilizar en ciertas veces. 

## El principio de inclusión-exclusión en probabilidad
En probabilidad, para sucesos A1, ..., An en un espacio probabilístico {\displaystyle \scriptstyle (\Omega ,{\mathcal {F}},\mathbb {P} )}, el principio de inclusión-exclusión para n = 2 toma la forma:
{\displaystyle \mathbb {P} (A_{1}\cup A_{2})=\mathbb {P} (A_{1})+\mathbb {P} (A_{2})-\mathbb {P} (A_{1}\cap A_{2}),}
para n = 3
{\displaystyle {\begin{aligned}\mathbb {P} (A_{1}\cup A_{2}\cup A_{3})&=\mathbb {P} (A_{1})+\mathbb {P} (A_{2})+\mathbb {P} (A_{3})\\&\qquad -\mathbb {P} (A_{1}\cap A_{2})-\mathbb {P} (A_{1}\cap A_{3})-\mathbb {P} (A_{2}\cap A_{3})\\&\qquad +\mathbb {P} (A_{1}\cap A_{2}\cap A_{3})\end{aligned}}}
Y en general
{\displaystyle {\begin{aligned}\mathbb {P} {\biggl (}\bigcup _{i=1}^{n}A_{i}{\biggr )}&{}=\sum _{i=1}^{n}\mathbb {P} (A_{i})-\sum _{i,j\,:\,i<j}\mathbb {P} (A_{i}\cap A_{j})\\&\qquad +\sum _{i,j,k\,:\,i<j<k}\mathbb {P} (A_{i}\cap A_{j}\cap A_{k})-\ \cdots \ +(-1)^{n-1}\,\mathbb {P} {\biggl (}\bigcap _{i=1}^{n}A_{i}{\biggr )},\end{aligned}}}
Que puede escribirse más concisamente como:
{\displaystyle \mathbb {P} {\biggl (}\bigcup _{i=1}^{n}A_{i}{\biggr )}=\sum _{k=1}^{n}(-1)^{k-1}\sum _{\scriptstyle I\subset \{1,\ldots ,n\} \atop \scriptstyle |I|=k}\mathbb {P} (A_{I}),}
Donde la última suma recorre los subconjuntos I de índices 1, ..., n que contienen exactamente k elementos y 
{\displaystyle A_{I}:=\bigcap _{i\in I}A_{i}}
Denota la intersección de todos los Ai con índices en I.
El principio también se verifica para un espacio general de medida (S,Σ,μ) y subconjuntos medibles A1, ..., An de medida finita sin más que reemplazar {\displaystyle \mathbb {P} } por μ.

## Caso especial
En la versión probabilística del principio de inclusión-exclusión, si la probabilidad de la intersección AI solo depende del cardinal de I, es decir, que para cada k de {1, ..., n} hay un ak tal que
{\displaystyle a_{k}=\mathbb {P} (A_{I})\quad {\text{para todo}}\quad I\subset \{1,\ldots ,n\}\quad {\text{tal que}}\quad |I|=k,}
Entonces la fórmula anterior se simplifica:
{\displaystyle \mathbb {P} {\biggl (}\bigcup _{i=1}^{n}A_{i}{\biggr )}=\sum _{k=1}^{n}(-1)^{k-1}{\binom {n}{k}}a_{k}}
De manera similar, si los conjuntos finitos A1, ..., An forman una familia con intersecciones regulares, es decir, tales que para cada k de {1, ..., n} la intersección
{\displaystyle A_{I}:=\bigcap _{i\in I}A_{i}}
tiene el mismo cardinal, entonces podemos definir {\displaystyle a_{k}=|A_{I}|} para {\displaystyle |I|=k} y
{\displaystyle {\biggl |}\bigcup _{i=1}^{n}A_{i}{\biggr |}=\sum _{k=1}^{n}(-1)^{k-1}{\binom {n}{k}}a_{k}\,.}
Una análoga simplificación puede hacerse en el caso de un espacio general de medida (S,Σ,μ) y subconjuntos medibles A1, ..., An de medida finita.

## Demostración
Para demostrar el principio de inclusión-exclusión tendremos, en primer lugar, que verificar la identidad
{\displaystyle 1_{\cup _{i=1}^{n}A_{i}}=\sum _{k=1}^{n}(-1)^{k-1}\sum _{\scriptstyle I\subset \{1,\ldots ,n\} \atop \scriptstyle |I|=k}1_{A_{I}}\qquad (*)}
Para funciones indicadoras.
Denotemos con A la unión de los conjuntos A1, ..., An. Entonces
{\displaystyle 0=(1_{A}-1_{A_{1}})(1_{A}-1_{A_{2}})\cdots (1_{A}-1_{A_{n}})\,,}
Ya que ambos miembros se anulan si x no pertenece a A y si x pertenece a alguno de ellos, digamos que Am, entonces el correspondiente mfactor se anularía. Expandiendo el producto de la derecha se obtiene la igualdad pedida.
Uso de (*): Para demostrar el principio de inclusión-exclusión con los cardinales de los conjuntos, sumar la ecuación (*) sobre todo x de la unión de A1, ..., An. Para derivar la versión usada en probabilidad tomarla en (*). En general, integrar la ecuación (*) respecto a μ.

## Aplicaciones
Una conocida aplicación del principio de inclusión-exclusión es el problema de contar el número de desarreglos de un conjunto finito. Un desarreglo de un conjunto A es una biyección de A en sí mismo sin puntos fijos. Usando el principio de inclusión-exclusión puede demostrarse que si el cardinal de A es n, entonces el número de desarreglos es [n! / e] donde [x] designa el entero más cercano a x. Puede encontrarse una detallada demostración aquí (en inglés).
Esto se conoce también como el subfactorial de n, se escribe !n. Se sigue que si asignamos la misma probabilidad a todas las biyecciones entonces la probabilidad de que una biyección aleatoria sea un desarreglo tiende rápidamente a 1/e a medida que n crece.

## Conteo de intersecciones
El principio de inclusión-exclusión puede utilizarse también, combinado con las leyes de Morgan, para contar la intersección de conjuntos. Con {\displaystyle \scriptstyle {\overline {A}}_{k}} representamos el complementario de Ak respecto a un conjunto universal A tal que {\displaystyle \scriptstyle A_{k}\,\subseteq \,A} para todo k. Entonces
{\displaystyle \bigcap _{i=1}^{n}A_{i}={\overline {\bigcup _{i=1}^{n}{\overline {A}}_{i}}}}
Cambiando así el problema de calcular una intersección por el de calcular una suma.